# Saligranta
Saligranta is een kevergeslacht uit de familie van de boktorren (Cerambycidae). De wetenschappelijke naam van het geslacht werd voor het eerst geldig gepubliceerd in 2011 door Chou & N. Ohbayashi.

## Soorten
Saligranta omvat de volgende soorten:
- Saligranta puyuma (Chou & N. Ohbayashi, 2010)
- Saligranta svihlai (Holzschuh, 1989)